# Арно Норден
Арно Норден (фр. Arnaud Nordin, нар. 17 червня 1998, Париж) — французький футболіст мартинікського походження, фланговий півзахисник німецького клубу «Майнц 05».

## Клубна кар'єра
Народився 17 червня 1998 року в місті Париж. Вихованець юнацьких команд футбольних клубів «Гоблен» (Париж), «Кретей» та «Сент-Етьєн». З 2015 року виступав за другу команду «Сент-Етьєна». Дебютував за неї 30 серпня в поєдинку проти «Понтарльє». Всього в дебютному сезоні провів 17 зустрічей, забив 2 м'ячі. Сезон 2016/17 почав у другій команді «Сент-Етьєна». Провів чотири зустрічі, після чого був викликаний в основну команду. 
25 вересня 2016 дебютував року у Лізі 1 поєдинком проти «Лілля», вийшовши на заміну на 32-й хвилині замість Ронаеля П'єра-Габріеля.
У сезоні 2017/18 для отримання ігрової практики грав за клуб Ліги 2 «Нансі». Більшість часу, проведеного у складі «Нансі», був основним гравцем команди. Після повернення в «Сент-Етьєн» Норден швидко став основним гравцем і в своїй рідній команді.
В липні 2022 року футболіст приєднався до клубу «Монпельє», де відіграв три сезони.
В січні 2023 року Норден перейшов до німецького клубу «Майнц 05», підписавши контракт на три з половиною роки.

## Виступи за збірні
2013 року дебютував у складі юнацької збірної Франції (U-16). З командою до 20 років був учасником Турніру в Тулоні у 2017 році, на якому забив гол у ворота Бахрейну, але його збірна не вийшла з групи. Загалом на юнацькому рівні взяв участь у 15 іграх, відзначившись 8 забитими голами.
З 2019 року залучався до складу молодіжної збірної Франції. На молодіжному рівні зіграв у 2 офіційних матчах, забив 1 гол.

## Статистика виступів

### Статистика клубних виступів
| Сезон                  | Команда                | Чемпіонат              | Чемпіонат | Чемпіонат | Національний кубок | Національний кубок | Національний кубок | Континентальні кубки | Континентальні кубки | Континентальні кубки | Інші змагання | Інші змагання | Інші змагання | Усього | Усього |
| Сезон                  | Команда                | Ліга                   | Ігор      | Голів     | Ліга               | Ігор               | Голів              | Ліга                 | Ігор                 | Голів                | Ліга          | Ігор          | Голів         | Ігор   | Голів  |
| ---------------------- | ---------------------- | ---------------------- | --------- | --------- | ------------------ | ------------------ | ------------------ | -------------------- | -------------------- | -------------------- | ------------- | ------------- | ------------- | ------ | ------ |
| 2016–17                | «Сент-Етьєн»           | Л1                     | 15        | 2         | КФ+КЛ              | 1+1                | 0                  | ЛЄ                   | 2                    | 0                    | -             | -             | -             | 19     | 2      |
| 2017–18                | «Нансі»                | Л2                     | 27        | 4         | КФ+КЛ              | 2+1                | 1+1                | -                    | -                    | -                    | -             | -             | -             | 30     | 6      |
| 2018–19                | «Сент-Етьєн»           | Л1                     | 25        | 3         | КФ+КЛ              | 1+1                | 0                  | -                    | -                    | -                    | -             | -             | -             | 27     | 3      |
| Усього за «Сент-Етьєн» | Усього за «Сент-Етьєн» | Усього за «Сент-Етьєн» | 40        | 5         |                    | 4                  | 0                  |                      | 2                    | 0                    |               | -             | -             | 46     | 5      |
| Усього за кар'єру      | Усього за кар'єру      | Усього за кар'єру      | 67        | 9         |                    | 7                  | 2                  |                      | 2                    | 0                    |               | -             | -             | 76     | 11     |